# Juventud Trabajadora Peronista
La Juventud Trabajadora Peronista (JTP), fue una organización juvenil del Movimiento Peronista en Argentina, creada en 1973, que constituyó el frente de masas sindical de la organización Montoneros. Su responsable fue Enrique José Juárez (desaparecido en 1976). Muchos de sus líderes y militantes resultaron asesinados o desaparecidos por el terrorismo de Estado, por la Triple A entre 1974 y marzo de 1976, y por la dictadura cívico-militar que se instaló en el poder entre marzo de 1976 y 1983. 

## Historia
La Juventud Trabajadora Peronista comenzó a organizarse informalmente en 1972. Por entonces gobernaba la Argentina desde 1966, una dictadura cívico-militar autodenominada Revolución Argentina. Abolidos los partidos políticos, la oposición se expresó por medios insurrecionales, mediante gran cantidad de puebladas (Cordobazo, Rosariazo, Tucumanazo, etc.) y el surgimiento de varias organizaciones guerrilleras. Entre estas últimas, en 1970 había surgido Montoneros, una organización guerrillera peronista y católica, que dio un golpe impactante al secuestrar y "ejecutar" al exdictador Pedro Eugenio Aramburu. Aramburu había participado del golpe que derrocó al gobierno constitucional presidido por Juan D. Perón, ordenó el secuestro y desaparición del cadáver de Eva Perón, dispuso la prohibición del peronismo y la desperonización obligatoria de la población, y ordenó el fusilamiento de 33 militantes peronistas que se habían sublevado contra la dictadura bajo el comando del general Juan José Valle. El secuestro y ejecución de Aramburu, causó el reemplazo del dictador Onganía y el debilitamiento de la dictadura que se vio obligada a abrir un diálogo con los partidos políticos, incluyendo por primera vez en 16 años al peronismo, para negociar una salida electoral.
Su misión era organizar las comisiones y agrupaciones sindicales de base para participar en las luchas obreras, sin competir con las 62 Organizaciones (rama sindical peronista), ni la Confederación General del Trabajo (central sindical argentina).
La Juventud Trabajadora Peronista, fue uno de los "frentes de masas" abiertos por Montoneros, creado para convocar a la militancia sindical. Los demás frentes de mesas fueron la Juventud Peronista Regionales, Juventud Universitaria Peronista (JUP), la Unión de Estudiantes Secundarios (UES), el Movimiento Villero Peronista, la Agrupación Evita y el Movimiento de Inquilinos Peronistas. Todo el conjunto adoptó la denominación de Tendencia Revolucionaria.
La JTP se organizó en regionales que abarcaban todo el país, siguiendo el modelo de Montoneros. Tenía ocho regionales y llegó a tener 200 agrupaciones de base.
En abril de 1973, Perón desplazó a Galimberti de la conducción de la Juventud Peronista, debido a sus declaraciones públicas proponiendo crear milicias populares, a pocos días de que asumiera el gobierno democrático liderado por el peronista Héctor J. Cámpora. En su reemplazo Perón designó a Juan Carlos Dante Gullo.
La Juventud Peronista adoptó un método de organización popular en los barrios obreros periféricos de las ciudades, instalando unidades básicas en todas ellas. En 1973 era la organización con mayor capacidad de movilización popular del país, junto a la CGT.
Luego de la Masacre de Ezeiza y el asesinato de Rucci, la Juventud TRabajadora Peronista y el resto de las organizaciones de la Tendencia, comenzaron a quedar aisladas del resto del peronismo y pasaron a ser blanco de la organización terrorista de extrema derecha Triple A, dirigida por el ministro de Bienestar Social, José López Rega. La persecución se incrementó exponencialmente luego de la muerte de Perón, el 1 de julio de 1974.
El 6 de septiembre de 1974 Montoneros anunció en conferencia de prensa secreta su pase a la clandestinidad, con todas las organizaciones que integraban la Tendencia. El anuncio lo realizó Mario Firmenich, primer comandante de Montoneros, acompañado de Adriana Lesgart (Agrupación Evita), José Pablo Ventura (JUP), Enrique Juárez (JTP) y Juan Carlos Dante Gullo por la Juventud Peronista. A partir de ese momento los "frentes de masas" dejaron de existir como tales y sus integrantes pasaron a formar parte orgánica de la estructura político-militar de Montoneros, hasta su disolución progresiva en el curso de la década de 1980.
Muchos de sus líderes y militantes resultaron asesinados o desaparecidos por el terrorismo de Estado, por la Triple A entre 1974 y marzo de 1976, y por la dictadura cívico-militar que se instaló en el poder entre marzo de 1976 y 1983.